# Power Macintosh 7500

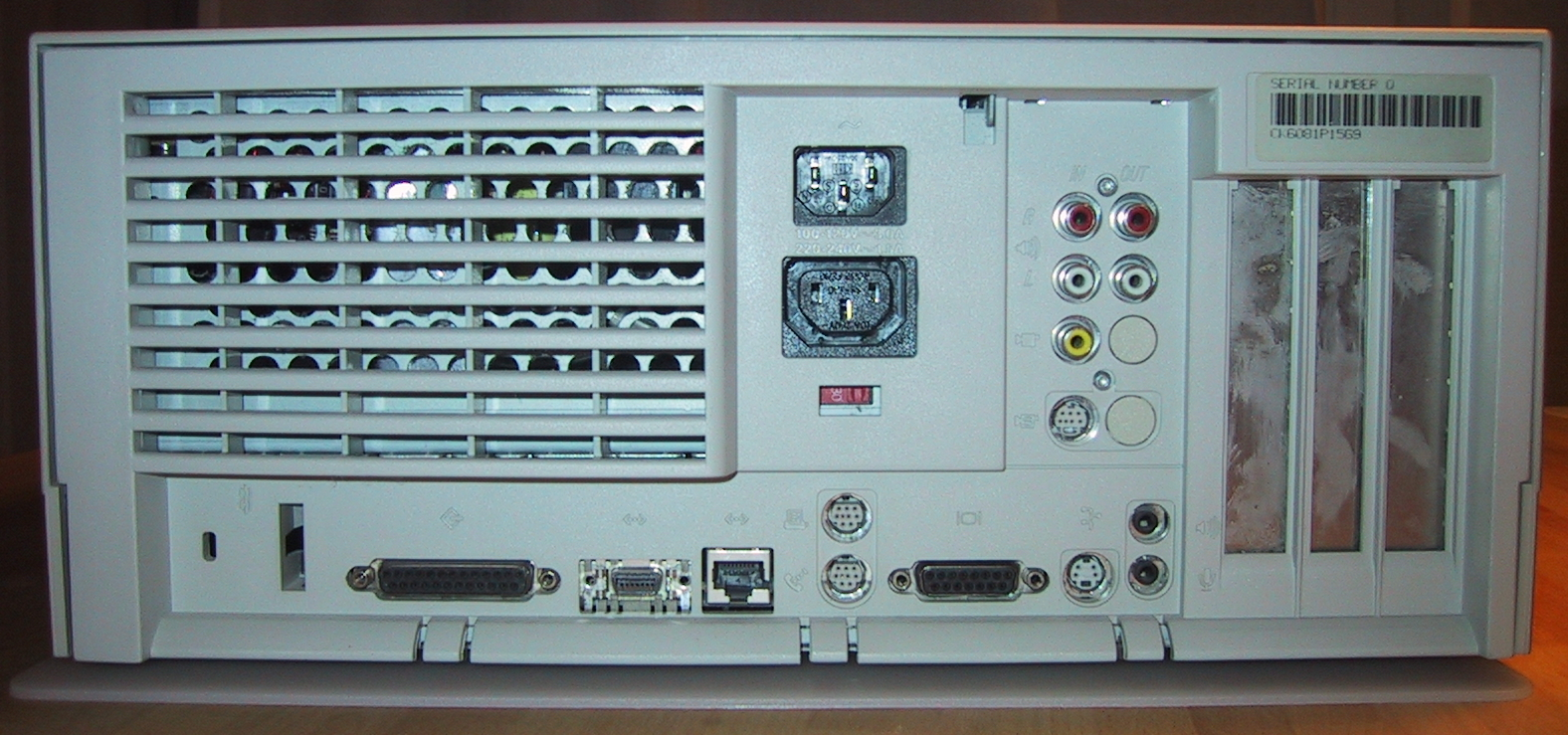
Power Macintosh 7500, achteraanzicht

De Power Macintosh 7500 is een personal computer die ontworpen, gefabriceerd en verkocht werd door Apple Computer van augustus 1995 tot mei 1996. De 7500 werd samen met de Power Macintosh 7200 en 8500 geïntroduceerd op de MacWorld Expo van 1995 in Boston. Apple noemde deze tweede generatie Power Macintosh machines gezamenlijk de "Power Surge"-lijn om aan te geven dat ze aanzienlijk sneller waren dan hun voorgangers.
De 7500 introduceerde een nieuwe desktopbehuizing die gemakkelijk toegankelijk was. Er waren twee afgeleide modellen: de Power Macintosh 7600, identiek aan de 7500 behalve de CPU die een PowerPC 604- of 604e-processor was (in plaats van de PowerPC 601 van de 7500)  en de Power Macintosh 7300, identiek aan de 7600 maar zonder de video-ingangen die zowel in de 7500 als in de 7600 voorkomen.
De 7500 is een van de eerste Power Macintoshes die PCI-slots gebruikt, NuBus-uitbreidingskaarten werden niet langer ondersteund. De PowerPC 601-processor is gemonteerd op een dochterkaart zodat de processor gemakkelijk vervangbaar is. De computer bevat volledige composietvideo- en S-Video-ingangen die voorheen alleen beschikbaar waren op de speciale "AV"-modellen. Er zijn echter geen composietvideo- en S-Video-uitgangen aangezien de 7500 ontworpen is als een videoconferentiesysteem en niet als een multimediabewerkingsmachine, die taak was weggelegd voor de 8500.
In vergelijking met de 7200 heeft de 7500 een snellere systeembus van 50 MHz. Wanneer er ook nog een optionele level2-cachekaart van 256 kB geïnstalleerd werd was de 7500 in de meeste gevallen zelfs sneller dan een Power Macintosh 8100/110.

## Modellen
Beschikbaar vanaf 8 augustus 1995:
- Power Macintosh 7500/100[4]

## Specificaties
- Processor: PowerPC 601 @ 100 MHz
- FPU : geïntegreerd in de processor
- PMMU : geïntegreerd in de processor
- Systeembus snelheid: 50 MHz
- ROM-grootte: 4 MB
- Databus: 64 bit
- RAM-type: 70 ns 168-pin DIMM
- Standaard RAM-geheugen: 8 MB
  - Uitbreidbaar tot maximaal 1 GB[a]
  - RAM-sleuven: 8
- Standaard video-geheugen: 2 MB VRAM
  - Uitbreidbaar tot maximaal 4 MB VRAM
- Standaard diskettestation: 3,5-inch, 1,44 MB (manueel)
- Standaard harde schijf: 500 MB of 1 GB (SCSI)
- Standaard optische schijf: 4x CD-ROM
- Uitbreidingssleuven: 3 PCI
- Type batterij: 3,6 volt lithium
- Uitgangen:
  - 1 ADB-poort (mini-DIN 4) voor toetsenbord en muis
  - 1 video-poort (DB-15)
  - 1 SCSI-poort (DB-25)
  - 2 seriële GeoPort poorten (mini-DIN 9)
  - 1 audio-uit (3,5 mm jackplug)
  - 1 microfoon (3,5 mm jackplug)
  - 2 ethernet (AAUI en RJ-45)[b]
  - 2 video-in: S-Video- en RCA-poort
  - 2 audio-in: RCA-poorten links en rechts
  - 2 audio-out: RCA poorten links en rechts
- Ondersteunde systeemversies: 7.5.2 t/m 9.1
- Afmetingen (hxbxd): 15,6 cm × 36,5 cm × 43,0 cm[5]
- Gewicht: 10 kg

Uit productie: 1984: Macintosh 128K, Macintosh 512K · 1985: Macintosh XL · 1986: Macintosh Plus · 1987: Macintosh II, Macintosh SE · 1988: Macintosh IIx · 1989: Macintosh SE/30, Macintosh IIcx, Macintosh IIci, Macintosh Portable · 1990: Macintosh IIfx, Macintosh Classic, Macintosh IIsi, Macintosh LC serie · 1991: Macintosh Quadra 700, Macintosh Quadra 900, Apple PowerBook · Macintosh Classic II · 1992: Macintosh IIvx, Macintosh Quadra 950, PowerBook Duo, Macintosh Performa serie · 1993: Macintosh Centris serie, Macintosh Color Classic, Macintosh TV · Apple Workgroup Server · 1994: Power Macintosh · 1997: Power Macintosh G3, PowerBook G3, Twentieth Anniversary Macintosh · 1998: iMac · 1999: iBook, Power Mac G4 · 2000: Power Mac G4 Cube · 2001: PowerBook G4 · 2002: eMac, iMac G4 · 2003: Xserve, Power Mac G5 · 2004: iMac G5 · 2005: Mac mini · 2006: MacBook · 2015: MacBook (Retina) · 2017: iMac Pro

Huidige modellen: MacBook Air, MacBook Pro, iMac, Mac mini, Mac Studio, Mac Pro